# Kärlek blir din död
Kärlek blir din död (norska: Døden er et kjærtegn) är en norsk film från 1949, regisserad av regidebutanten Edith Carlmar. Manuset skrevs av Otto Carlmar efter en roman av Arve Moen.
Filmen skildrar ett förhållande mellan en rik kvinna (spelad av Bjørg Riiser-Larsen) och en bilmekaniker (Claus Wiese), och brukar kallas för en norsk film noir.

## Rollista
- Claus Wiese – Erik Hauge
- Bjørg Riiser-Larsen – Sonja Rentoft
- Ingolf Rogde – Rentoft, direktør
- Gisle Straume – Eriks advokat
- Einar Vaage – Toresen, mekaniker
- Bjørn Breigutu – Karlsen, mekaniker
- T. Tomter – Verksmesteren
- Eva Bergh – Marit, Eriks forlovede
- Edel Stenberg – Kirsten, stuepike
- Anne Gullestad – Turisthotellpiken
- Ebba Toje – Hybelvertinnen
- Ferdinand Lunde – Et vitne
- Eugen Skjønberg – Byrettsdommeren
- Frank Menskau – Sonjas advokat
- Kolbjørn Brenda – Byfogden
- Signe Heide Steen – Martha, Sonja pike
- Sossen Krohg – Vera
- Brita Bigum – Brita
- Vessa Carlsen – Nanna
- Ellen Ekjord – Lolla
- Anders Sundby – Anton
- Henrik Anker Steen – Fritjof
- Nils-Jørgen Brochman – Hovmesteren
- Signe Bernau – Fru Hansen
- Gerda Diesen – Fru Nilsen
- Haakon Arnold – Olsen, konstabel
- Alf Malland – En konstabel
- Toralv Brekketo – En konstabel
- Amund Rydland – Lagmannen